# بچه‌ها بیدار، بچه‌ها هوشیار
بچه‌ها بیدار، بچه‌ها هوشیار یک مجموعه تلویزیونی محصول سال ۱۳۶۲ می‌باشد کارگردان مجری و قصه‌گو این مجموعه مرضیه برومند است. این مجموعه در ۵ قسمت تهیه شد.

## بازیگران
- سعید امیرسلیمانی
- مرضیه برومند
- لیلی رشیدی
- لیلا حاتمی
- کمند امیرسلیمانی[۳]